# Herbulotiana abceda
Herbulotiana abceda är en fjärilsart som beskrevs av Pierre E.L. Viette 1954. Herbulotiana abceda ingår i släktet Herbulotiana och familjen plattmalar. Inga underarter finns listade i Catalogue of Life.